# 寺島ひろみ・まゆみ姉妹
寺島ひろみ・まゆみ姉妹（てらしま - しまい、5月23日 - ）は、神奈川県・茅ヶ崎市出身の一卵性双生児のバレリーナ。

## 来歴
- ともに8歳で乃羽バレエの乃羽ひとみに師事し、ロシア国立ワガノワ・バレエ・アカデミー学校を卒業する。妹のひろみはマリインスキー・バレエ団に入団後、ドレスデン国立歌劇場バレエ団へ入団し、姉のまゆみはドレスデン国立歌劇場バレエ団に入団する。
- 2002年よりともに新国立劇場バレエ団登録ソリスト（2003年より妹のひろみが、2004年より姉のまゆみが新国立劇場バレエ団契約ソリスト）となっている。
- 2008年より妹のひろみは新国立劇場バレエ団ファーストソリストとなっている。

## 受賞歴
- 1998年:ワガノワ国際バレエコンクール特別賞、全日本バレエコンクール・シニアの部第3位（ひろみ）
- 1999年:アジア・パシフィック国際バレエコンクール・ファイナリスト（まゆみ）
- 2009年:中川鋭之助賞（ひろみ）